# Ditmar Jakobs
Ditmar Jakobs (ur. 25 kwietnia 1953 w Oberhausen) – niemiecki piłkarz grający na pozycji środkowego obrońcy, najczęściej ostatniego stopera. Z reprezentacją Niemiec, w której barwach rozegrał 20 meczów, zdobył wicemistrzostwo świata w 1986 roku. Przez jedenaście lat był zawodnikiem Hamburgeru SV. Dwukrotnie triumfował z nim w mistrzostwach Niemiec, a w 1983 roku dotarł do finału Pucharu Mistrzów, w którym podopieczni Ernsta Happela pokonali 1:0 Juventus Turyn.
Zakończył karierę z powodu poważnej kontuzji, jakiej doznał 20 września 1989 roku w meczu ligowym z Werderem Brema. Próbując wybić piłkę podczas jednej z akcji, wpadł do bramki i uderzył plecami w zainstalowany w murawie metalowy karabińczyk służący do mocowania siatki, który utkwił mu w okolicy lędźwiowej. Po 20 minutach lekarze zdołali chirurgicznie wyswobodzić piłkarza, jednakże w wyniku wypadku uszkodzony został układ nerwowy i Jakobs musiał zakończyć karierę w wieku 36 lat. W Bundeslidze rozegrał 493 mecze i zdobył 45 goli.

## Sukcesy piłkarskie
- mistrzostwo Niemiec 1982 i 1983, wicemistrzostwo Niemiec 1980, 1981, 1984 i 1987, Puchar Niemiec 1987, Puchar Mistrzów 1983, finał Pucharu Mistrzów 1980 oraz finał Pucharu UEFA 1982 z Hamburgerem SV

W Bundeslidze rozegrał 493 mecze.
W reprezentacji Niemiec od 1980 do 1986 roku rozegrał 20 meczów – wicemistrzostwo świata 1986.